# Pere Barnils

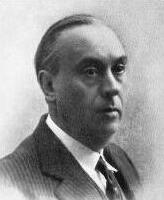
Pere Barnils

Pere Barnils  (* 20. November 1882 in Centelles; † 30. Januar 1933 in Barcelona) war ein spanischer Romanist, Katalanist und Phonetiker.

## Leben und Werk
Pere Barnils i Giol studierte von 1908 bis 1911 als Stipendiat (zusammen mit Antoni Griera i Gaja und Manuel de Montoliu) bei Hermann Suchier und Bernhard Schädel an der Universität Halle und von 1911 bis 1912 bei Jean-Pierre Rousselot in Paris. Er wurde 1913 an der Universität Halle promoviert mit der Arbeit Die Mundart von Alacant. Beitrag zur Kenntnis des Valencianischen und war von 1913 bis 1921 in Barcelona Direktor des Labors für experimentelle Phonetik, von 1918 bis 1930 Leiter der Gehörlosenschule von Barcelona und gleichzeitig enger Mitarbeiter von Antoni Maria Alcover am Institut d’Estudis Catalans. 1926 wurde er in die Acadèmia de Bones Lletres de Barcelona gewählt. Ihm wurde in neuester Zeit eine Biographie gewidmet. In Barcelona trägt das Centro de Recursos para Deficientes auditivos de Cataluña (CREDAC) seinen Namen. In Centelles sind eine Schule und eine Straße nach ihm benannt.

## Werke

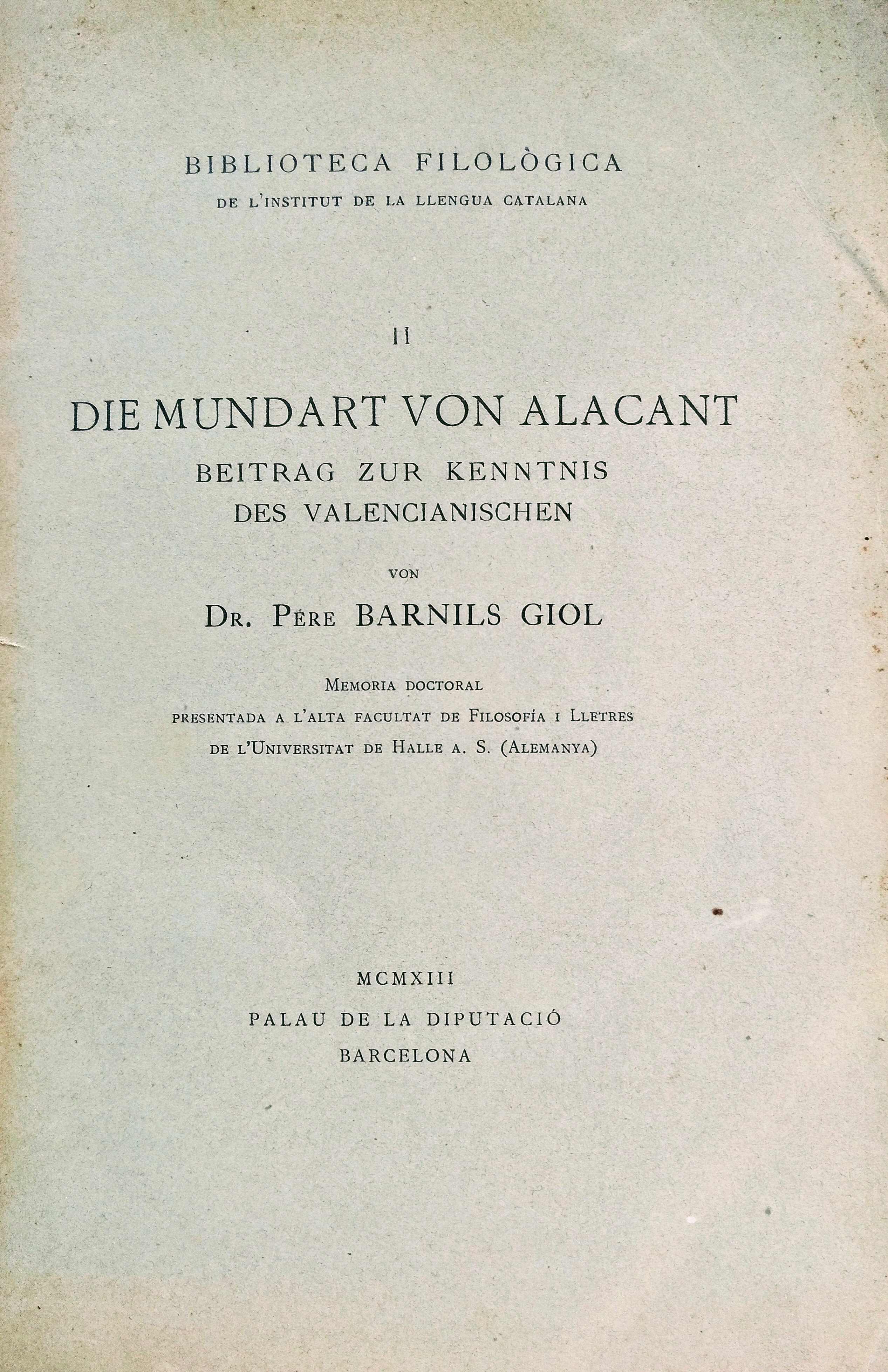
Vorderseite des Buches Die Mundart von Alacant (1913)

- Die Mundart von Alacant. Ein Beitrag zur Kenntnis des Valencianischen, Barcelona, Institut d'Estudis Catalans, Palau de la Diputació, 1913.
  - El dialecte d'Alacant. Contribució al coneixement del valencià, hrsg. von Ferran Robles i Sabater, Barcelona/Alicante, Inst. d'Estudis Catalans, Secció Filològica/Inst. Alacantí de Cultura Juan Gil-Albert, 2013 (188 Seiten).
- (Hrsg.) Vocabulari Català-Alemany de l'any 1502. Ed. facs. segons l'unic ex. Conegut, Barcelona, Institut d'Estudis Catalans, Palau de la Diputació, 1916 (Joan Rosembach).
  - Vocabulari Català-Alemany de l'any 1502 = Katalanisch-deutsches Vokabular aus dem Jahre 1502. Nachdruck der von Pere Barnils besorgten Faksimile-Ausgabe, Barcelona, Institut d'Estudis Catalans, von 1916,  hrsg. von Tilbert Dídac Stegmann (* 1941), Frankfurt am Main, Domus Ed. Europaea, 1991.
- (Hrsg. mit Antoni Griera i Gaja und Manuel de Montoliu) Estudis romanics. Llengua i literatura (Gedenkschrift Hermann Suchier), 2 Bde., Barcelona, Institut d'Estudis Catalans, 1916–1917.
- La paraula, Laboratori d'estudis i investigacions, Escola municipal de sords-muts, 1920.
- Defectes del parlar, Barcelona, Llibreria Catalonia, 1930.